# Орловский, Павел Ефимович
Па́вел Ефи́мович (Иоаки́мович) Орло́вский (4 (16) октября 1896, Боровец Мстиславского уезда Могилёвской губернии — 3 декабря 1974, Москва) — советский юрист, специалист в области гражданского права. Член-корреспондент АН СССР с 23 октября 1953 года по Отделению экономических, философских и правовых наук (гражданское право).

## Биография
Окончил педагогические курсы в Могилёве (1915), работал в системе народного образования. В 1921 году поступил в педагогический институт, но вскоре перешёл на правовое отделение факультета общественных наук ЛГУ. Член ВКП(б) с 1926 года. Окончил аспирантуру МЮИ (1935).
С 1925 года длительное время работал в судебных органах народным судьёй, членом губернского и областного судов, заместителем председателя и исполняющим обязанности председателя окружного суда. В 1938—1952 годах был членом Верховного Суда СССР, заместитель Председателя Верховного Суда (1948—1950). Директор Института права АН СССР (1952—1958). Заместитель академика-секретаря (1953—1957), член бюро (1957—1961) Отделения экономических, философских и правовых наук АН СССР.
Профессор, заведующий кафедрой МЮИ (1939—1958); одновременно заведовал кафедрой гражданского права юридического факультета МГУ (1943—1952, 1958—1971). Один из авторов учебника по советскому гражданскому праву (1938, 1960, 1970); внёс значительный вклад в судебную практику по гражданским делам.
Член (1960—1970), председатель (1960—1963, 1966—1967) экспертной комиссии по юридическим наукам при ВАК. Арбитр Внешнеторговой арбитражной комиссии при Всесоюзной торговой палате (1961—1974). Член редколлегий журналов «Советское государство и право» (1953—1965) и «Вестник МГУ. Серия Права» (1961—1974).
Представлял СССР на XVI сессии ГА ООН (1953). Член Международной ассоциации политических наук (1955) и Международного общества трудового права и социального обеспечения (1966).

## Основные работы
- «Практика Верховного Суда СССР по гражданским делам в условиях Отечественной войны» (1944)
- «Практика Верховного Суда СССР по гражданским наследственным делам» (1947)
- «Семейное право» (1974)

## Награды
Был награждён медалью «За доблестный труд в Великой Отечественной войне 1941—1945 гг.» (1945).